# Liste der Bodendenkmäler im Hochsauerlandkreis

Hochsauerlandkreis

Die Liste der Bodendenkmäler im Hochsauerlandkreis umfasst:
- Liste der Bodendenkmäler in Arnsberg
- Liste der Bodendenkmäler in Bestwig
- Liste der Bodendenkmäler in Brilon
- Liste der Bodendenkmäler in Eslohe (keine Bodendenkmäler)
- Liste der Bodendenkmäler in Hallenberg
- Liste der Bodendenkmäler in Marsberg
- Liste der Bodendenkmäler in Medebach
- Liste der Bodendenkmäler in Meschede
- Liste der Bodendenkmäler in Olsberg
- Liste der Bodendenkmäler in Schmallenberg
- Liste der Bodendenkmäler in Sundern
- Liste der Bodendenkmäler in Winterberg